# In Your Eyes
In Your Eyes är en popballad framförd och inspelad av den irländska sångerskan Niamh Kavanagh 1993. Den var Irlands bidrag till Eurovision Song Contest 1993, vilken den också vann. 
Inför den sista röstavlämnaren så ledde Irland, 11 poäng före Storbritannien. Om Irland fick poäng var saken klar. Men om Irland inte fick några poäng och Storbritannien fick 12-poängaren så skulle segern var britternas. Med endast 12-poängaren kvar hade varken Irland eller Storbritannien fått poäng. Om Irland fick poängen eller om något annat land, förutom Storbritannien, fick poängen var segern deras. Det medan britterna hoppades på att irländarna skulle bli poänglösa denna omgång och att de skulle få poängen vilket skulle göra dem till vinnare. Rösten i telefonen tillkännagav dock "Ireland, 12 points", och Irland skulle som första nation nånsin hålla i Eurovision Song Contest två år i rad. Det skulle sedermera bli även en tredje gång.

## Listplaceringar
| Lista (1993)  | Placering |
| ------------- | --------- |
| Nederländerna | 42        |

### Fotnoter
1. ↑  ”Listplacering”. http://dutchcharts.nl/showitem.asp?interpret=Niamh+Kavanagh&titel=In+Your+Eyes&cat=s. Läst 28 april 2011.